# Lønthøje
Einer der Lønthøje in Lønt, bei Sønder Starup, östlich von Haderslev, südlich des Fjords, in Südjütland in Dänemark ist ein etwa 40,0 m langes und 8,0 m breites Hünenbett, in dem sich die Reste von vier Megalithanlagen befinden. Beim Ort befinden sich auch sieben weitere Rundhügel bzw. Langbetten mit Dolmen. Die Dolmen und das Ganggrab entstanden zwischen 3500 und 2800 v. Chr. als Megalithanlagen der Trichterbecherkultur (TBK).

## Das Ganggrab
Das Ganggrab wurde (vermutlich als letztes) im verlängerten Hünenbett errichtet. Ganggräber sind eine Bauform jungsteinzeitlicher Megalithanlagen, die aus einer Kammer und einem baulich abgesetzten, lateralen Gang bestehen. Diese Form ist primär in Dänemark, Deutschland und Skandinavien, sowie vereinzelt in Frankreich und den Niederlanden zu finden. Die rechteckige Kammer war etwa 3,0 m lang und 2,0 m breit. Die Funde, darunter eine große Opferschicht im Gang, bestanden aus Abschlägen und Tonscherben der TBK.

## Die Rechteckdolmen
Die beiden Rechteckdolmen bestanden aus zwei unabhängigen quergestellten Runddyssen, die mittig über dem Langbett errichtet wurden.

### Dolmen 1
Dolmen 1 ist ein vom Rundhügel umgebener erweiterter Dolmen mit schräg angesetztem Gang. Kammer und Gang sind zusammen etwa 3,5 m lang. Die Funde, darunter eine große Opferschicht im Gang, bestanden aus Skelettresten, einer dicknackigen Axt und drei Meißeln aus Feuerstein, Bernsteinperlen und Tonscherben der TBK.

### Dolmen 2
Dolmen 2 ist ein vom Rundhügel umgebener Rechteckdolmen. Die ganglose Kammer war etwa 1,9 m lang.
Die Funde bestanden aus unbestimmbaren Tongefäßfragmenten und Bernsteinperlen. An den Randsteinen wurden Scherben von neun mittelneolithischen Töpfen gefunden.

## Der Polygonaldolmen
Der Polygonaldolmen im rechteckigen Hügel war fundlos. Die Kammer war etwa 2,4 m lang und 2,1 m breit.
In der Nähe liegen der stark gestörte Runddysse von Årø, das Ganggrab von Øsby Anhøj und das Ganggrab von Tonneshøj.